# Skylar Grey
Holly Brook Hafermann (nascida em 23 de fevereiro de 1986), mais conhecida como, Skylar Grey (anteriormente Holly Brook), é uma cantora, compositora e produtora musical americana. Com apenas dezenove anos de idade, chamou a atenção do rapper Mike Shinoda, da banda de rock Linkin Park, sendo então convidada para participar do CD solo de Mike, The Rising Tied, fazendo participação na canção "Where'd you go?". Ela lançou seu álbum de estreia como Holly Brook, Like Blood Like em 2006. Grey também co-escreveu as três versões de "Love the Way You Lie" com Alex da Kid, que assinou com ela para sua gravadora de música Wonderland. Grey foi destaque como vocalista convidada com Fort Minor membro do Linkin Park nas canções "Where'd You Go" e "Be Somebody", com Diddy-Dirty Money em "Coming Home", Dr. Dre, "I Need a Doctor" e Lupe Fiasco, "Words I Never Said".Em 2017 participou na música "Tragic Endings". de Eminem.

## Vida e carreira

### 2001–2005: Início da vida e começo da carreira
Grey se realizou profissionalmente ainda criança em duo folk com sua mãe chamada Generations. Juntos, (com o produtor e engenheiro Randy Green) que produziu três álbuns de forma independente Dream Maker, Lift Me, e Millennial Child/Waiting For You. Grey começou sua primeira banda com quinze anos de idade, trabalhando em bares com músicos de jazz, incluindo Jeff Eckles, Tim Whalen e Leo Sidran em Madison, Wisconsin.
Em 2003, Brook se mudou para Los Angeles e gravou um demo, que a levou pelo guitarrista do Linkin Park,
Brad Delson a ser da gravadora vanity label, Machine Shop Recordings, aos 18 anos no outono de 2004. Sua voz é destaque com Fort Minor nas canções "Where'd You Go" e "Be Somebody". Trabalhou com o produtor Jonathan Ingoldsby, lançando seu primeiro álbum de estréia, Like Blood Like Honey em 6 de Junho de 2006. Ela desembarcou abrindo os tours ao vivo com Jamie Cullum, KD Lang, Daniel Powter, Teddy Geiger e Duncan Sheik.

### 2006–2010:Like Blood Like Honey
Após o sucesso da música "Where'd You Go" com o Fort Minor, Holly teve a oportunidade de gravar seu álbum intitulado "Like Blood Like Honey". O álbum foi lançado pela Warner Bros Records em 23 de maio de 2006 e alcançou a posição #35 na Billboard's Heatseekers Albums chart. Holly ganhou os ouvidos da crítica especializada com o álbum — marcado por diversos instrumentos (piano, violão, guitarra, baixo) e composições repletas de metáforas. Sendo multimusicista e tendo como principais referências Sarah McLachlan e Joni Mitchell, Holly desponta como uma artista a ser observada, contudo, o álbum não conquista o grande público.
Em 2010, Brook emprestou tanto sua canção "It's Raining Again" como sua imagem para uma campanha promocional para Ciao Water. Antes disso, ela apareceu em álbuns de outros artistas, incluindo Brie Larson, Finally Out of P.E., e Fort Minor The Rising Tied. Brook possui um Tour com participação de Duncan Sheik, e que aparece muito em seu álbum de 2009 Whisper House. No início, em 2010 ela também se apresentou na versão teatral de "Whisper House". Também em 2010, ela lançou o auto-sete-canção O’Dark:Thirty EP, produzido por Duncan Sheik e Ingoldsby Jon.

### 2010–2014: Mudança de nome, nova direção eDon't Look Down
Brook mais tarde mudou seu nome para Skylar Grey. Ela explicou que "ela, (grey), representa as incógnitas na vida. As pessoas parecem ter medo do desconhecido, mas eu sou o oposto completo. Eu mergulho no desconhecido, porque eu sinto que é aí que todas as suas possibilidades de vir." Ela explicou a revista Beatweek que ela escolheu "grey" com um e, em vez de um a, porque "eu gosto de fazer as coisas da maneira original" e porque "é mais masculino. Eu não sou uma pessoa muito feminina." Ela ainda estava vivendo em Oregon e não teve o reconhecimento como Skylar Grey. Grey foi para Nova York para cumprir sua editora, Jennifer Blakeman, quem tocou grey a canção "Airplanes" por B.o.B. e Hayley Williams que foi produzido por Alex da Kid. Grey gostou do que ouviu tão Blakeman introduziu-los via e-mail. Alex da Kid enviou para Grey algumas faixas que ele estava trabalhando e a primeira música que ela escreveu foi "Love The Way You Lie". O produtor Alex da Kid assinou-a a um acordo de produção de sua marca KIDinaKORNER. Ela escreveu o gancho para todas as três versões de "Love the Way You Lie" pelo rapper Eminem e Rihanna, bem como todas as letras e melodia para as versões II e III da música. Pode ser ouvida ao executar o programa demonstrativo para todas as versões da canção. Grey ganhou uma indicação ao Grammy de Canção do Ano por suas contribuições por escrito, "Love the Way You Lie". Ela também co-escreveu "Coming Home" Diddy-Dirty Money, juntamente com "Castle Walls" de T.I. e Christina Aguilera. Em 10 de março de 2011, Diddy-Dirty Money apresentaram o single "Coming Home" com Grey e os vocalistas do grup, Dirty Money, Richard Dawn e Harper Kalenna, ao vivo no American Idol.
Ela também é um escritora e uma convidada especial em "I Need a Doctor". Grey também e destaque no terceiro álbum de estúdio "Lasers" sobre o segundo single, "Words I Never Said" e também foi destaque na apresentação ao vivo da canção, com Lupe, em The Colbert Report em 9 de maio de 2011. Grey fez sua estréia na performance ao vivo sob seu novo pseudônimo durante a 53 Grammy Awards, realizando "I Need a Doctor" ao lado de Eminem e Dr. Dre. Ela está atualmente trabalhando em seu álbum solo de estúdio de "Invisible" com Alex da Kid ela assinou o contrato com a Interscope Records através KIDinaKORNER do produtor Alex da Kid. e o seu primeiro single promocional "Dance Without You" lançado em 6 de Junho de 2011, com o vídeo da música oficial ser lançado em 5 de julho. O primeiro single oficial "Invisible" foi lançada nas rádios em 16 de junho. Em 9 de julho de 2011, Grey tocou ao vivo no World Peace Event em Washington, DC, aparecendo juntamente com o 14º Dalai Lama. Em 6 de agosto, ela se apresentou no festival Lollapalooza 20 tanto como um artista solo e com Eminem durante a canção "I Need a Doctor". No dia seguinte, ao passar pela área onde sensação do YouTube, Karmin estava gravando seu cover de "I Need a Doctor," Grey juntou-se ao duo para um concerto improvisado.
Grey também participou no álbum Fire & Ice de Kaskade, escrevendo e cantando em duas versões da canção "Room For Happiness".
Em 2012 Grey  participou  do álbum do Slaughterhouse's chamado Welcome to: Our House, em duas músicas: "Our House" e "Rescue Me".
Além de participar da trilha sonora do filme Frankenweenie (2012) com a música "Building a Monster".
Ela co-escreveu o single de Zedd "Clarity" em 2012 e o single de Cee Lo Green de  2013 "Only You".
Grey lançou seu primeiro single oficial "C'mon Let Me Ride", com participação do Eminem, para rádio e como lyric video em 27 de novembro.
Grey também contribuiu com a música exclusiva "Slowly Freaking Out" para a trilha sonora do filme  A Hospedeira, baseado no livro de Stephanie Meyer, além de dividir os vocais da música "Love Bullets" no quarto albúm solo de will.i.am,#willpower.
Grey participou também do álbum do Moby Innocents na música "The Last Day", lançada em outubro de 2013.
Atualmente, a última música em que participou chama-se "Ass Hole", de Eminem para o seu álbum The Marshall Mathers LP 2 (2013), e também dividiu vocais com a rapper Nicki Minaj no single "Bed of Lies", apresentado ao vivo no Europe Music Awards 2014.

### 2015–presente:trilha sonora de Esquadrão Suicida eNatural Causes
Grey confirmou em seu Instagram oficial que seu terceiro álbum de estúdio seria lançado em 2015. Em fevereiro de 2015, Grey lançou uma canção para a trilha sonora do filme 50 Tons de Cinza chamada "I Know You". A canção foi aclamada pelos críticos musicais e chegou a alcançar o primeiro lugar no Itunes em vários países. Ainda em fevereiro, Grey confirmou que ela teria uma canção na trilha sonora do filme Velozes e Furiosos 7, chamada "I Will Return". Em março de 2015, ela lançou sua versão de "Addicted to Love" no Itunes, e também relançou a canção "Words", que havia sido deletada da loja do ITunes, em 2013. No dia 20 de março, Grey apareceu no seu terceiro evento WrestleMania, apresentando um medley de "Rise" e "Money and the Power" no terceiro evento anual, ao lado de Travis Barker e Kid Ink.
Em 18 de maio de 2015, o produtor musical deadmau5 lançou uma demo curta no SoundCloud do que seria suacolaboração com Kaskade com a participação vocal de Grey, nomeada "Beneath With Me".
Em 25 de setembro de 2015, Skylar Grey lançou uma canção, em colaboração com os artistas de indie rock X Ambassadors chamada "Cannonball".
Em 1 de abril de 2016, Grey lançou o primeiro single e o videoclipe para "Moving Mountains", uma canção para o seu futuro terceiro álbum, que revela um pouco da sua nova vida em Utah. No dia 17 de maio, foi revelado que Grey participaria da trilha sonora do filme Esquadrão Suicida, com uma canção solo inédita chamada "Wreak Havoc", e a composição da canção "Gangsta" para a cantora Kehlani, que alcançou o primeiro lugar no ITunes e teve um videoclipe lançado em 8 de agosto. No dia 22 de julho de 2016, Grey lançou um single e um videoclipe para "Off Road", uma canção do seu futuro álbum, patrocinado pelo novo Samsung Gear 360. Em 15 de agosto, Grey revelou a arte e a lista de músicas do seu futuro terceiro álbum de estúdio Natural Causes, que estava previsto para ser lançado no dia 23 de setembro de 2016. Mais tarde foi anunciado que Grey estaria numa turnê passando por 12 cidades para promover o álbum, intitulada The Natural Causes Tour. Em 2 de setembro de 2016, Grey lançou o terceiro single do álbum Natural Causes, chamado "Come Up For Air", que foi produzido por Eminem. Em 16 de setembro, Grey lançou seu quarto single, intitulado "Lemonade". Havia um videoclipe para "Lemonade" pronto para ser lançado, mas a gravadora (Interscope) o considerou muito violento, então o reeditou. Em 22 de setembro, Grey anunciou o lançamento da sua canção "Kill For You", com a participação do cantor Eminem, na Rolling Stone. No dia 23 de setembro, Grey lançou seu tão aguardado álbum "Natural Causes".

## Influências
Grey listou Marilyn Manson, Joni Mitchell, Bob Dylan, Neil Young, Sarah McLachlan e Death Cab for Cutie como suas influências.

## Discografia

### Álbuns de estúdio
- Like Blood Like Honey (2006)
- Don't Look Down (2013)[6]
- Natural Causes (2016)

### Extended play
- 2005 - Holly Brook EP
- 2005 - Sony CONNECT Sets
- 2010 - O'Dark: Thirty EP
- 2012 - The Buried Sessions of Skylar Grey
- 2013 - iTunes Session‬

### Singles
- 2006: "Giving It Up For You"
- 2006: "What I Wouldn't Give"
- 2011: "Invisible"
- 2012: ''Words''
- 2012: "C'mon Let Me Ride" (Feat. Eminem)
- 2013: "Final Warning"
- 2013: "Wear Me Out"
- 2013: "White Suburban"
- 2013: "Beautiful Nightmare"
- 2014: "Tower (Don't Look Down)"
- 2015: "I Will Return"
- 2016: "Moving Mountains"
- 2016: "Wreak Havoc"
- 2016: "Off Road"
- 2016: "Come Up For Air"
- 2016: "Lemonade"
- 2016: "Kill for You" (Feat. Eminem)
- 2018: "Stand by Me"
- 2018: "Everything I Need" (From Aquaman)
- 2019: "Shame on You"
- 2019: "Angel with Tattoos"
- 2019: "Calling from the Heavens"
- 2020: "Dark Thoughts"
- 2020: "Goosebumps"
- 2020: "Sunscreen"

#### Participações
- 2005: "Where'd You Go" com Fort Minor
- 2011: "I Need a Doctor" com Eminem e Dr. Dre
- 2012: "Room For Happiness" com Kaskade
- 2013: "Going Under" com Jensen Reed
- 2013: "Love Bullets" com will.i.am
- 2014: "Shot Me Down" com David Guetta
- 2014: "Bed of Lies" com Nicki Minaj
- 2015: "Cannonball" com Ambassadors
- 2016: "Beneath With Me" com Kaskade
- 2017: "Periscope" com Papa Roach
- 2017: "Glorious" com Macklemore